# 印第安萊克 (紐約州)
印第安萊克（英語：Indian Lake）是一個位於美國紐約州漢密爾頓縣的鎮。

## 人口
根據2020年美國人口普查的數據，印第安萊克的面積為689.56平方千米，當中陸地面積為652.17平方千米，而水域面積為37.39平方千米。當地共有人口1363人，而人口密度為每平方千米2人。